# Ernest III de Saxe-Hildburghausen
Ernest III de Saxe-Hildburghausen, né à Gotha le 12 juin 1655, et décédé à Hildburghausen le 17 octobre 1715, est un duc de Saxe-Hildburghausen. Il appartient par sa naissance à la branche Enerstine de la Maison de Wettin, dont il fonda par la suite une quatrième branche : la branche de Saxe-Hildburghausen.

## Biographie

### Ascendance et héritages
Il est le fils de Ernest Ier de Saxe-Gotha et de Élisabeth-Sophie de Saxe-Altenbourg.
À la mort de son père, survenue en 1675, Ernest III de Saxe-Hilburghausen gouverne conjointement avec ses frères le duché. Lors du partage des terres signé en 1680, les villes d'Hildburghausen, Heldburg, Königsberg échoient à Ernest III de Saxe-Hildburghausen.
Par ce partage, il devient le fondateur de la branche de Saxe-Hildburghausen (quatrième branche de la Maison de Wettin), qui s'éteint en 1991. À la mort de ses frères Henri (en 1710) et Albert (en 1699), décédés sans héritiers, Ernest III de Saxe-Hildburghausen reçoit les avoueries (Ämter) de Sonnefeld et Behrungen.

### Mariage et descendance
Il épouse le 30 novembre 1680 la fille de Georges Frederick de Waldeck, Sophie Henriette de Waldeck (morte en 1702). Cinq enfants naissent de cette union :
- Ernest-Frédéric Ier de Saxe-Hildburghausen, duc de Saxe-Hildburghausen ;
- Sophie Charlotte de Saxe-Hildburghausen (1685-1710) ;
- Sophie Charlotte de Saxe-Hildburghausen (1682-1684) ;
- Charles Guillaume de Saxe-Hildburghausen (1686-1687) ;
- Joseph Friedrich von Sachsen-Hildburghausen (1702-1787).

### Réalisations
Ernest III de Saxe-Hilburghausen a entrepris des grands travaux pour son château de HIlburghausen.
En 1683, il participe à la bataille de Vienne, aux batailles de Gran et de Neuhaeusel, puis entre au service des Hollandais. Avec le grade de colonel, il participe à la bataille de Kaiserswerth.
En 1710, il donne refuge à des familles protestantes française chassées par l'Édit de Nantes (17 octobre 1685).